# Station Tessonnières
Station Tessonnières is een spoorwegstation in de Franse gemeente Gaillac.